# 喬丹·謝巴切烏
西奧森-喬丹·謝巴切烏（英語：Theoson-Jordan Siebatcheu；1996年4月26日—），美國職業足球員，司職翼鋒，現效力於法甲球會蘭斯。

## 俱樂部生涯
謝巴切烏1996年出生於美國華盛頓哥倫比亞特區，成長於蘭斯青訓，2017/18賽季法乙單賽季打進17球，後轉投法甲雷恩。不過，他未能在法甲證明自己，隨後轉會瑞士年青人，成為球隊主力中鋒。曾入選法國青年隊的他，最終也選擇了代表美國隊出戰。
2020-21賽季被雷恩租借到年青人期間，謝巴切烏表現出色，他在1748分鐘出場時間里打進了15球助攻4次，賽季末，他也被俱樂部以250萬歐元的價格正式買斷。
2021年9月14日，在歐冠首輪年青人主場2-1擊敗曼聯，謝巴切烏在第94分鐘22秒打進制勝球。

## 外部連結
- 法国足球协会上的 喬丹·謝巴切烏 （法文） 存档于webarchive.org.
- Soccerway資料庫：喬丹·謝巴切烏